# Station Lizawice
Station Lizawice is een spoorwegstation in de Poolse plaats Lizawice.